# Cultura României
Cultura României este ansamblul de valori materiale și spirituale produse pe teritoriul României. România are o cultură unică, care este produsul geografiei și evoluției sale istorice distincte. Este fundamental definită ca fiind un punct de întâlnire a trei regiuni: Europa Centrală, Europa de Est și Europa de Sud-Est, dar nu poate fi cu adevărat inclusă în nici una dintre ele. Identitatea românească a fost formată pe un substrat din amestecul elementelor dacice și romane, cu multe alte influențe. În antichitate și în evul mediu, cele mai importante influențe au fost din partea popoarelor slave care au migrat în spațiul carpato-dunărean și care s-au format în vecinătatea ei - în Bulgaria, Serbia, Ucraina, Polonia și Rusia, a grecilor din Imperiului Bizantin și mai apoi, sub protecție turcă, din Fanar, a Imperiului Otoman, de la maghiari, precum și de la germanii care trăiesc în Transilvania. Cultura modernă română a apărut și s-a dezvoltat în ultimii aproximativ 250 ani sub o puternică influență din partea culturilor din vestul Europei, în special, cultura franceză și germană. În plus, sub influența tradiției bizantine și slavone, românii sunt, de asemenea, singurul  popor creștin ortodox dintre popoarele latine.
O contribuție la identitatea sau la cultura românească au mai adus în diverse perioade  și alte comunități etnice mai mici sau mai mari, stabilite în cursul secolelor pe teritoriul românesc, ca de pildă, în vechime cumanii, mai târziu romii, evreii, armenii etc., de asemenea reprezentanți repatriați ai ramurii aromâne a românilor.

## Evoluția istorică

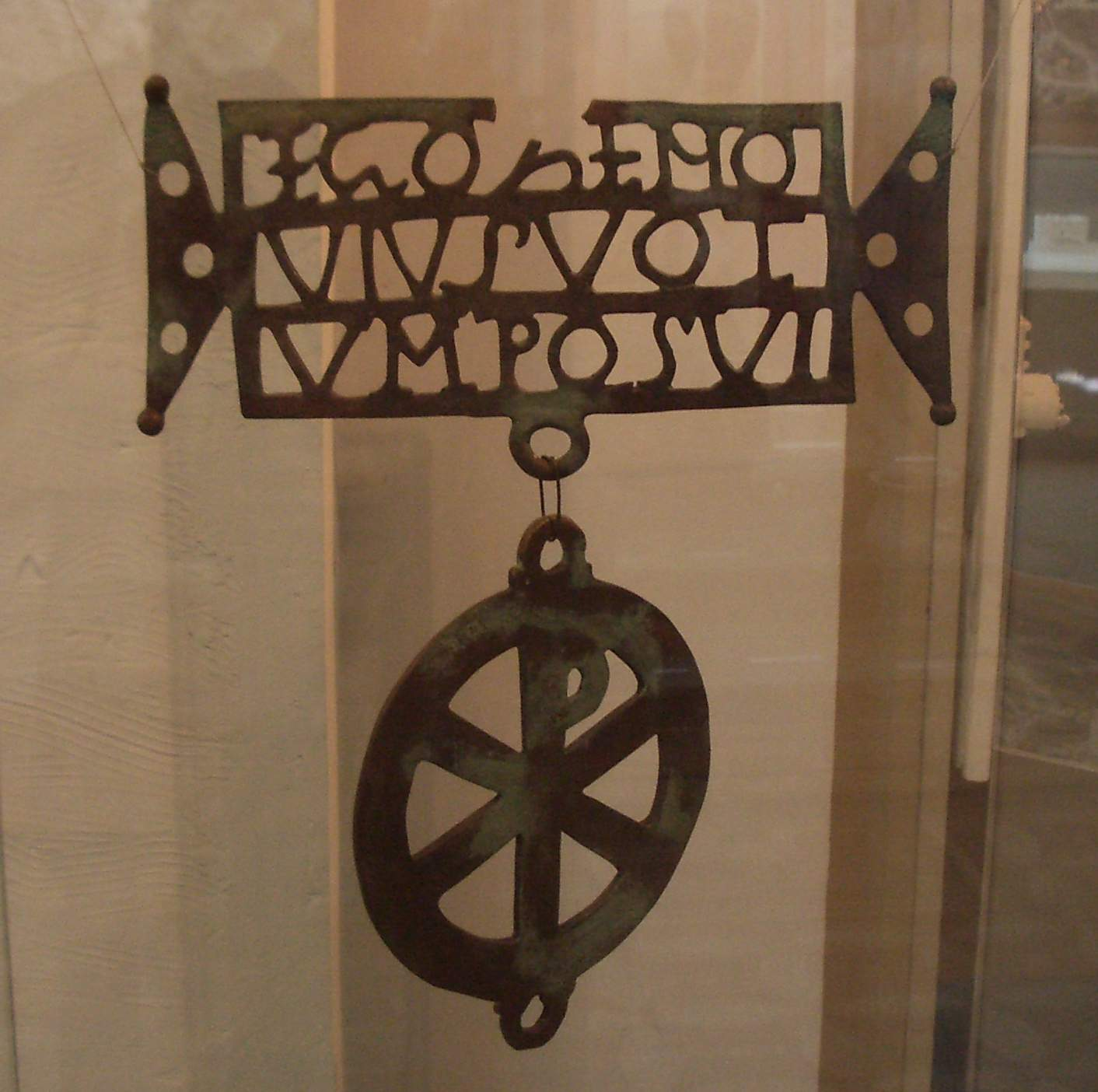
Donariul de la Biertan - obiect creștin din secolul IV

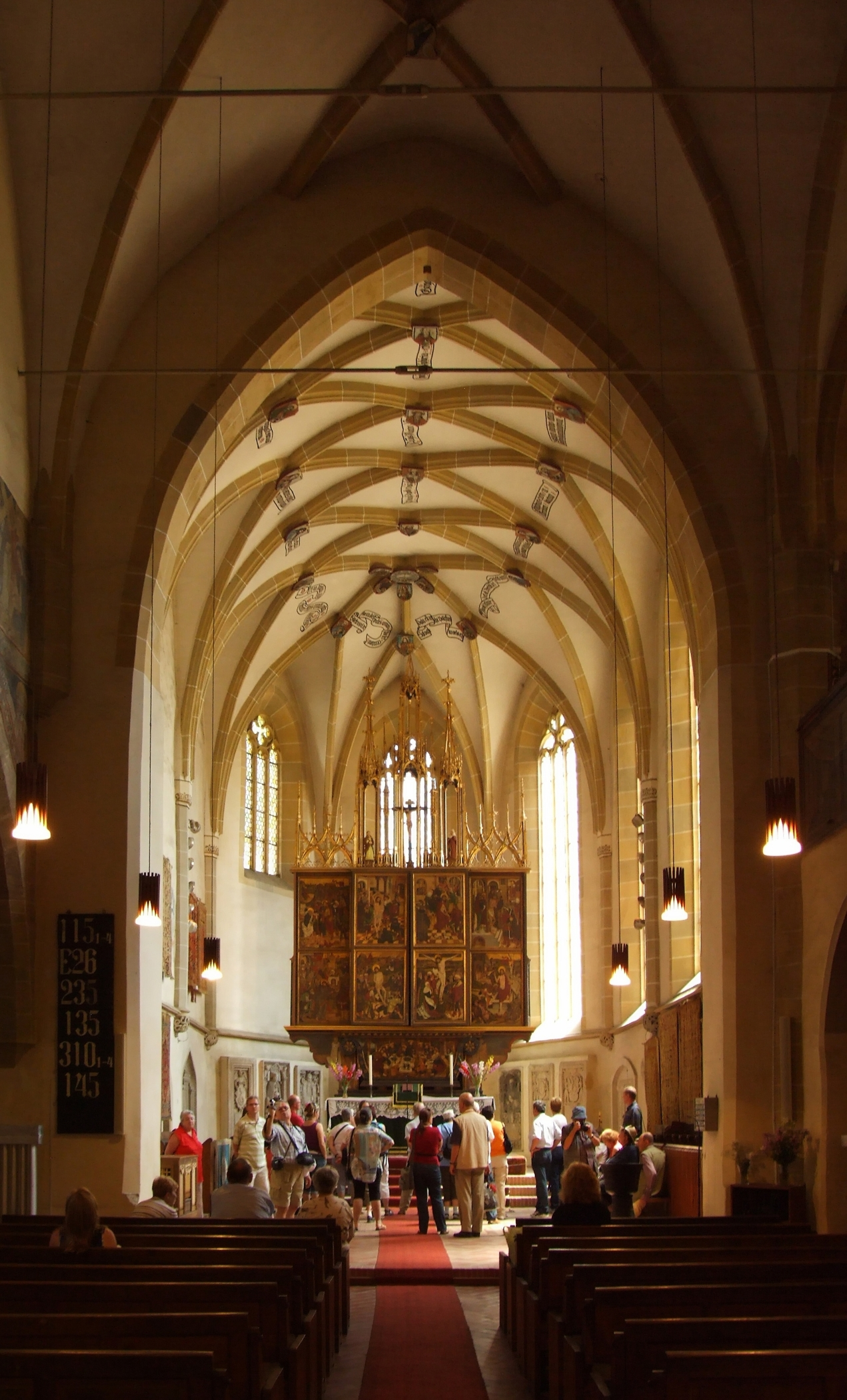
Altarul de la Mediaș, capodoperă a goticului transilvănean

### Perioada antică
Cultura dacilor: 
Dacii foloseau alfabetul grec sau latin. Pe niște blocuri de piatră de la Sarmizegetusa s-au descoperit rudimente de scriere cu litere grecești. La curtea lui Decebal se folosea ca limbă diplomatică latina. Singurul text presupus dacic a fost descoperit la Sarmizegetusa: „Decebalus per Scorilo”. Brățările dacice descoperite în diversele zone ale țării (Grădiștea Muncelului) atestă cultura si simțul estetic al locuitorilor teritoriului dacic.
Perioada daco-romană: 
Mii de inscripții latinești pun în evidență dezvoltarea limbii române prin transformările suferite de limba latină.
Perioada marilor migrații: 
Cultura scrisă scade în intensitate, dar s-au păstrat cîteva inscripții în greacă și latină. Se pare ca invazia mongolă ce a avut loc a distrus dovezile scrise. Cel mai important document rămîne răspunsul în limba latină trimis regelui ungur Arpad de către Menumorut, duce al Biharei. Textul, inclus în Cronica Notarului Anonim, izvorăște dintr-o profundă dragoste pentru pămînt, concretizată într-un refuz categoric de a-l preda regelui: „Noi, însă, nici din dragoste nici din frică nu-i cedăm din pămînt nici cît un deget…” Scrisoarea deschide seria documentelor diplomatice românești.

### Începuturi
Din secolul al VII-lea până la mijlocul secolului al IX-lea, când bulgarii intră în zona religioasă a Bizanțului ortodox, și chiar până în secolul al Xl-lea, când ungurii sunt cuprinși în sfera catolicismului latin, poporul românesc, deși creștinat din epoca romană, a trăit înconjurat de popoare păgâne. Expansiunea ungurilor în Ardeal a adus cu sine primele contacte cu cultura occidentală. Astfel, în secolul al XII-lea este atestată Abația Igriș, filială a mănăstirii cisterciene Pontigny din Burgundia. La Igriș s-a aflat nucleul primei biblioteci din România. Din secolul al XII-lea poporul român se găsește cuprins între două lumi, între două tipuri de cultură diferită: de o parte lumea Occidentului catolic de cultură latină, în care intraseră și vecinii unguri și poloni, de altă parte lumea Răsăritului ortodox de cultura bizantină, care se întinsese până la Dunăre.
Zona exactă din Europa de Est sau Europa de Sud-Est unde s-a dezvoltat limba română din latina vulgară este disputată (vezi Originile românilor). Puține scrieri din evul mediu dau lumina pe această temă probabil pentru că regiunea a dus lipsă de organizare administrativă până în secolul XII și pentru că invaziile mongolilor au distrus evidențele scrise odată cu invazia și prăduirea zonei în 1241. Poporul Român apare pentru prima dată în documente în secolul al-X-lea când era deja creștinat, creștinismul fiind adoptat mai devreme în aceste ținuturi, sub influență latină.  Cu toate acestea, românii medievali vor adopta treptat, ca și majoritatea popoarelor din Balcani, Ortodoxia răsăriteană, sub influența Constantinopolului (dar prin mijlocirea slavonă).
Unele obiceiuri, nume și substratul unor cuvinte din limba română sunt considerate de influență dacică, deși unele sunt, de asemenea, în dispută, astfel cum este teoria continuității daco-române, care joacă un rol semnificativ în identitatea națională română.

### Primele documente în limba română

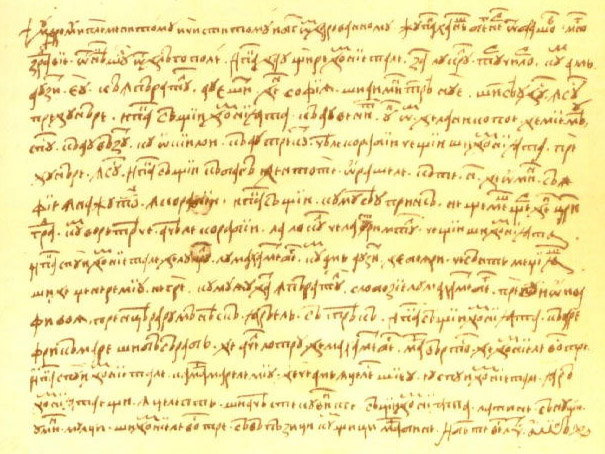
Scrisoarea lui Neacșu din Câmpulung - document în limba română

Un important punct de reper în istoria limbii române este un document din anul 1521: Scrisoarea lui Neacșu Câmpulung, în litere chirilice, către primarul sas din Brașov despre un atac iminent al turcilor, acesta fiind  cel mai vechi document scris în românește. Prima carte tipărită, o carte de rugăciuni în limba slavonă, a apărut în Muntenia în 1508, iar prima carte în limba română, un catehism, a fost tipărită în 1544 la Sibiu.
Unii autori susțin că pe locul unde ar fi funcționat prima școală românească din Maramureș, la Ieud, a fost descoperit „Codicele de la Ieud”, în care sunt cuprinse și trei manuscrise scrise cu litere chirilice dar în limba română, fixată în timp de unii cercetători la 1391 după o dată aflată pe prima pagina a documentului. Exemplarul original se află astăzi la Biblioteca Academiei Române. Există ipoteze contradictorii în privința datării acestui documentar.

### Cultura românească în Evul Mediu
Principatele medievale din Transilvania, Țara Românească si Moldova au apărut între secolele XI și XIV, în zona din jurul Munților Carpați. Cea mai mare parte din cultura română s-a produs în aceste zone, ceea ce corespunde aproximativ situării geografice a statului modern România.
În anul 1405 s-a scris primul Tetraevangheliar slavon în Țara Românească. El este opera cuviosului Nicodim de la Tismana și deci în domeniul vechilor scrieri, Nicodim deține o întâietate absolută în istoria Țării Românești.
Este cea mai veche carte datată din Țara Românească cu cea mai veche ferecătură și se află la Muzeul Național de Istorie din București.   În secolul al XV-lea și în următoarele, școala de copiști înființată de ucenicii lui Nicodim la Mânăstirea Tismana a continuat seria scrierilor religioase chiar daca la început, copiștii neștiutori de carte doar desenau slovele slavone.
 
Transilvania a intrat sub sfera de dominație maghiară pe la sfârșitul secolului al 11-lea și astfel evoluția culturii române a fost acolo prin urmare, oarecum diferită de cea din Țara Românească și Moldova. Maghiarii au adus romano-catolicismul ca religie oficială, precum și apartenenți la unele etnii străine pentru a coloniza Transilvania: sași în sud și secui la vest. Una dintre cele mai importante personalități de origine română care s-a născut în Transilvania a fost Nicolaus Olahus (Oláh în limba maghiară vine de la valah, un mai vechi cuvânt pentru român), istoric, politician și episcop în Regatul Ungariei și unul din reprezentanții de seamă ai umanismului în Europa. 
Țara Românească si Moldova s-au situat pe două căi comerciale importante traversate adesea de polonezi, de sași, de greci, de armeni, de genovezi și de negustorii venețieni, conectând cele două principate la evoluția culturii medievale din Europa. Cronica lui Grigore Ureche, Letopisețul Țării Moldovei, care acoperă perioada 1359 - 1594, este o foarte importantă sursă de informații despre viața, evenimentele și personalitățile din Moldova. Este printre primele texte laice, literare, în românește. Datorită dimensiunii ei, precum și informațiilor pe care le conține, este, probabil, cel mai important document românesc din secolul al 17-lea.
La sfârșitul secolului al 17-lea și începutul secolului al 18-lea, umanismului european este reprezentat în spațiul românesc de scrierile lui Miron Costin și Ion Neculce, cronicari, care au continuat opera lui Ureche. Constantin Brâncoveanu, domn al Țării Românești, a fost un mare patron al artelor și a fost o figura locală a Renașterii. În timpul domniei lui Șerban Cantacuzino călugării de la mănăstirea Snagov, de lângă București, au publicat în 1688 prima Biblie tradusă în limba română (Biblia de la București). Primele încercări reușite de a scrie poezii în limba română s-au făcut în 1673, atunci când Dosoftei, un înalt cleric moldovean, a publicat o versiune în română a Psalmilor.
Dimitrie Cantemir, un domnitor din Moldova, a fost, fără îndoială, cea mai mare personalitate a perioadei medievale din Moldova. El a fost un prolific om de litere, cu interese în filozofie, istorie, muzică, lingvistică, etnografie și geografie. Cele mai importante lucrări ale sale, Descriptio Moldaviae conținând informații despre regiunea Moldova din estul României, scrisă în latină și publicată în 1769 și Hronicul vechimii romano-moldo-vlahilor, o primă istorie critică a României. Dimitrie Cantemir a fost cunoscut în Europa educată ca un savant remarcabil, autor al mai multor scrieri în latină: nu numai Descriptio Moldaviae (comandată de Academia de la Berlin, membru al căreia a devenit în 1714), dar și o istorie a Imperiului Otoman denumită Incrementa atque decrementa aulae othomanicae, care a fost tipărit în limba engleză în 1734-1735 (a doua ediție, în 1756), în limba franceză (1743) și germană (1745), acesta fiind o lucrare de  referință în Europa până în secolul al 19-lea.

### Perioada Clasică

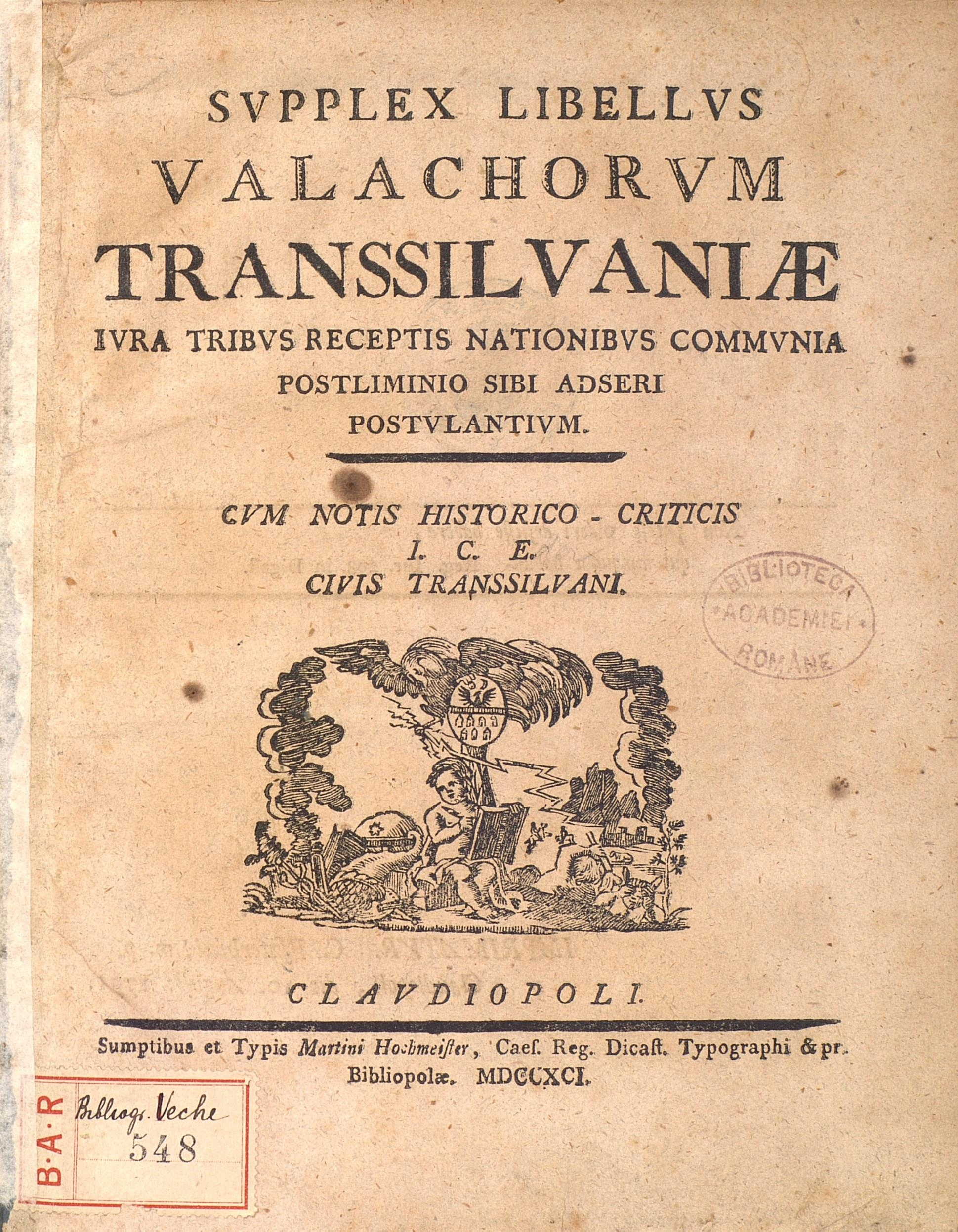
Prima pagină din petiția Supplex Libellus Valachorum, tipărită în Cluj

În Transilvania, deși au fost populația majoritară, românii s-au văzut doar o "națiune tolerată" de către conducerea austriacă a provinciei și nu au fost reprezentați în mod proporțional în viața politică și în Dieta Transilvaniei. La sfârșitul secolului al XVIII-lea s-a ridicat o mișcare de emancipare cunoscută sub denumirea de Școala Ardeleană, care a accentuat vechile origini romane a poporului român și a pus bazele alfabetului latin al limbii române (care, în cele din urmă va înlocui scrierea chirilică). Fruntași ai acestei mișcări au acceptat sa primească supremația papei de la Roma în biserica română din Transilvania, punând bazele Bisericii Unite sau Greco-Catolice românești. În 1791 reprezentanți ai românilor transilvăneni au emis o petiție către Împăratul Leopold II al Austriei, numită Supplex Libellus Valachorum inspirată de Declarația drepturilor omului și ale cetățeanului din Franța, și cerând drepturi politice egale cu alte etnii pentru românii din Transilvania. Astfel, a început mișcarea națională pentru emancipare a acestei colectivități.
Sfârșitul secolului al 18-lea și începutul secolului al 19-lea a fost marcat în Țara Românească si Moldova de către domniile fanariote; în cursul lor cele două principate au fost puternic influențate de cultura neo- greacă. 
Elita locală română a asimilat în veacurile al 17-lea și al 18-lea multe din familiile elene stabilite în Țările Române, ceea ce a făcut ca foarte multe din personalitățile culturii, științei și vieții politice românești să poarte nume de familie de proveniență greacă (Cantacuzino, Rosetti, Ghica, Nottara, Lipatti, Antipa,
Lahovari, Palade etc.)   
Școlile grecești au apărut în principate în 1818 iar prima școala românească a fost înființată la București de către Gheorghe Lazăr și Ion Heliade Rădulescu. Anton Pann a fost un povestitor și muzician de succes, Ienăchiță Văcărescu a scris prima carte de gramatică română, iar  nepotul sau, Iancu Văcărescu este considerat a fi primul poet român important.
Anul revoluționar 1848 a avut ecouri și în Principatele Române și în Transilvania și o nouă elită, numită  „pașoptistă”, în mare parte influențată de cultura franceză, a apărut la mijlocul secolului al 19-lea: Mihail Kogălniceanu (scriitor, politician și primul ministru al României), Vasile Alecsandri (politician , poet și dramaturg), Andrei Mureșanu (publicist și scriitorul actualului imn național) și Nicolae Bălcescu (istoric, scriitor și revoluționar).
Unirea dintre Țara Românească și Moldova în 1859 a dat un impuls deosebit societății și culturii românești. Pe baza unor înalte școli deja existente au fost întemeiate universități la Iași și la București, iar numărul de instituții culturale și științifice a crescut semnificativ. Noul domn de la 1866 și apoi rege al României Carol I, de origine germană, a devenit un conducător devotat țării de adopțiune, el și soția sa Elisabeta numărându-se printre principalii patroni ai artelor. Un mare impact în literatura română l-a avut cercul literar Junimea, fondat de un grup de personalități în jurul criticului literar Titu Maiorescu, în 1863. Acesta a publicat revista Convorbiri literare, unde au publicat, printre alții, Mihai Eminescu, cel mai mare poet al României, Ion Creangă, un povestitor de geniu și Ion Luca Caragiale, autor de nuvele și schițe devenite clasice, și cel mai mare dramaturg al României. În aceeași perioadă Nicolae Grigorescu și Ștefan Luchian au fost printre fondatorii picturii moderne române; compozitorul Ciprian Porumbescu, originar din Bucovina, s-a distins, de asemenea, în această perioadă.

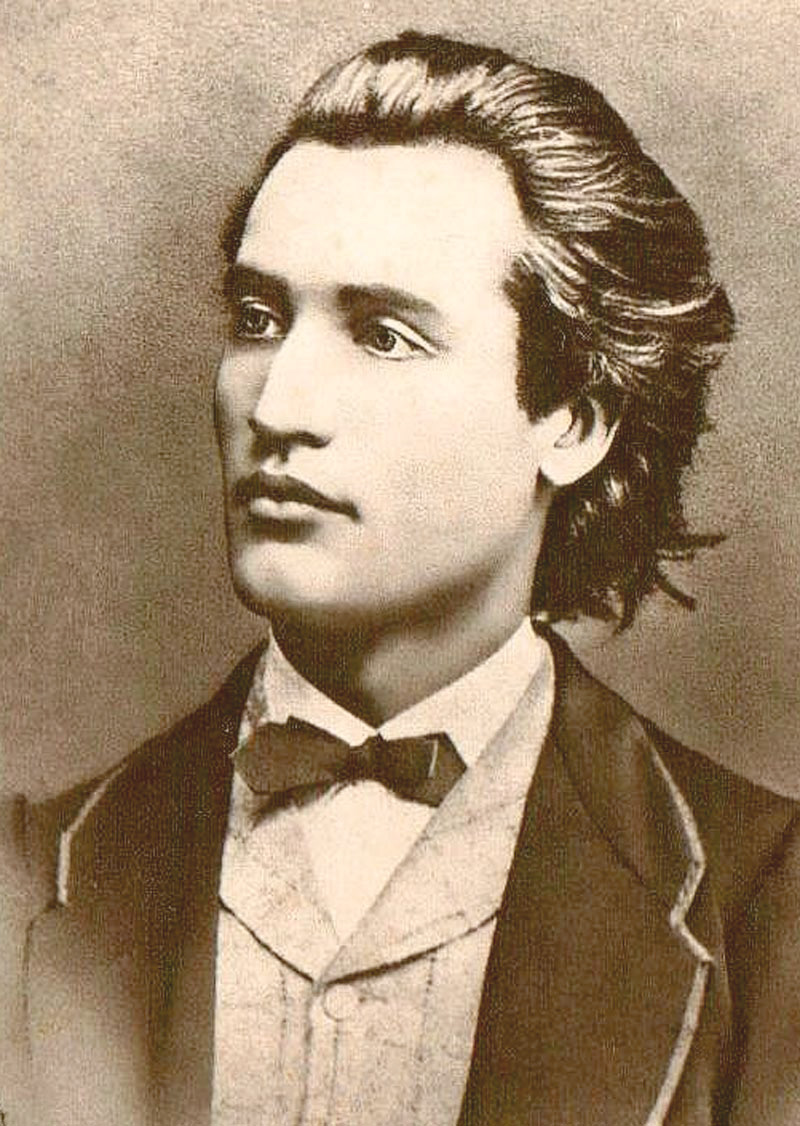
Mihai Eminescu

În Transilvania, mișcarea de emancipare a devenit mai bine organizată în 1861 și o importantă organizație culturală ASTRA (Asociația Transilvaniei pentru Literatură română și de cultură a poporului român) a fost înființată la Sibiu, sub îndrumarea mitropolitului ortodox român Andrei Șaguna. Aceasta a contribuit la publicarea unui număr mare de cărți de limba română și ziare, precum și între 1898 și 1904 a publicat o Enciclopedie Română. Printre cele mai importante personalități din această perioadă sunt: romancierul și publicistul Ioan Slavici, prozatorul Panait Istrati, poetul și scriitorul Barbu Ștefănescu Delavrancea, poetul și publicistul George Coșbuc, poetul Ștefan Octavian Iosif, istoricul și fondatorul de presa română în Transilvania, George Barițiu. Badea Cârțan, un simplu țăran oier din sudul Transilvaniei, a devenit, prin exemplul faptelor sale, un simbol al mișcării de renaștere națională.

### Epoca de aur
A doua jumătate a secolului al XIX-lea și începutul secolului al XX-lea este considerată de mulți ca fiind epoca de aur a culturii române și este perioada când aceasta a atins nivelul său maxim de afirmare internațională  în armonie cu tendințele culturale europene. Cel mai de seamă artist plastic, și care a ocupat un loc deosebit în istoria artei mondiale, a fost sculptorul Constantin Brâncuși (1876-1957), o figură centrală a mișcării artistice de avangardă  și un pionier al captărilor, inovator în sculptura mondială prin imersiunea în sursele primordiale ale creației populare. 
Relația dintre tradițional și tendințele în vogă în Europa de Vest a fost un subiect de polemici aprinse între personalități remarcabile. Dramaturgul, poetul expresionist și filozoful Lucian Blaga poate fi considerat un membru al grupului tradiționalist, iar criticul literar fondator al cercului literar și cultural Sburătorul, Eugen Lovinescu, reprezintă așa-numitul grup „occidentalist”, care a încercat să aducă cultura română mai aproape de cea occidentală. De asemenea, George Călinescu a fost un strălucit critic literar și un scriitor complex, autor al   monumentalei „Istorii a literaturii române, de la origini până în prezent”.
Începutul secolului al XX-lea a fost de asemenea o perioadă prolifică pentru proza românească, în care au activat  personalități, ca romancierul Liviu Rebreanu, care a oglindit conflictele din societatea rurală tradițională și ororile războiului, Mihail Sadoveanu, un scriitor de romane de proporții epice, unele inspirate din istoria medievală a Moldovei, și Camil Petrescu, un scriitor mai modern, care s-a distins prin proza sa analitică. În dramaturgie, un talent aparte a fost Mihail Sebastian, iar Lucia Sturdza Bulandra a fost actrița cea mai reprezentativă pentru această perioadă.
Alături de proeminentul poet George Topîrceanu, o pondere deosebita a avut creația lui Tudor Arghezi, care a avut o contribuție revoluționară la poezia română de la jumătatea secolului al XX-lea. Un loc de cinste ocupă și   poeziile lui George Bacovia, un poet simbolist,  reflectând în creația sa sentimente nevrotice și de  disperare, precum și cele ale lui Ion Barbu, un strălucit matematician care a scris și o serie de poezii criptice de succes. Poetul Tristan Tzara și pictorul Marcel Iancu, fondatori ai mișcării dadaiste, au fost, de asemenea fii ai acestei țări. 
De asemenea, în timpul acestei epoci de aur s-au ivit și în   filozofia română  figuri ca Mircea Vulcănescu, Dimitrie Gusti, Alexandru Dragomir și Vasile Conta. În domeniul istoriei, perioada a fost dominată de marea personalitate a eruditului Nicolae Iorga, care, în timpul vieții sale a publicat peste 1250 de cărți și a scris mai mult de 25000 de articole. În muzică, compozitorii George Enescu, Mihail Jora, Marcel Mihalovici,
Paul Constantinescu, Constantin Dimitrescu și pianistul Dinu Lipatti au devenit celebri în lume. S-au evidențiat un număr mare de pictori români de valoare, între  cele mai semnificative figuri numărându-se : Nicolae Tonitza, Camil Ressu, Francisc Șirato, Ignat Bednarik, Lucian Grigorescu și Theodor Pallady.
În medicină o mare contribuție adusă societății umane a fost rolul jucat în descoperirea insulinei de către omul de știință român Nicolae Paulescu. De asemenea, Gheorghe Marinescu a fost un important neurolog, Victor Babeș a fost unul dintre primii bacteriologi. Dimitrie Gerota a adus contributii în chirurgie și anatomie,
Grigore T. Popa în anatomie, Constantin Parhon în domeniul endocrinologiei. Gheorghe Țițeica a fost unul dintre cei mai remarcabili matematicieni români.

### Perioada postbelică
După circa patru ani de restrângere gravă a libertăților, sub regimul fascist, care s-a alăturat Germaniei naziste în politica ei genocidă, teroarea regimului comunist în România a impus la rândul ei o cenzură strictă în aproape toate compartimentele de viață spirituală și a folosit cultura ca pe un mijloc de control și subordonare a poporului. Libertatea de expresie a fost constant restrânsă, pe diferite căi: în perioada stalinistă s-a făcut o încercare de construcție a unei noi identități culturale naționale, în armonie cu nevoile regimului conducător din Uniunea Sovietică, pe baza realismului socialist, pe împrumutul de legitimitate și până la respingerea valorilor tradiționale. În cultură au apărut două tendințe: una, oficială, foarte dogmatică, care glorifica fără discernământ regimul autoritar și alta care a încercat să impună valori autentice, manevrând conform împrejurărilor pentru a evita cenzura. Cea dintâi a fost destul de săracă în calități culturale durabile, în schimb cea de-a  doua a impus, mai ales, după trecerea primului deceniu de comunism stalinist, numeroase opere de valoare, reușind să treacă din când în când barierele cenzurii și să fie bine primite de către publicul larg. În această perioadă, personalități dintre cele mai reprezentative au fost: scriitorii Marin Preda, Nicolae Breban, poeții Nichita Stănescu, Marin Sorescu, precum și criticii literari Nicolae Manolescu și Eugen Simion. Cei mai mulți disidenți care au ales să nu emigreze, ori care nu au reușit să se exileze în străinătate,  au trăit terorizați, urmăriți îndeaproape de agenții regimului, fie în „arest la domiciliu” fie în „domiciliu forțat”, unii au ales calea retragerii in sihăstria unor mănăstiri îndepărtate. Cea mai mare parte a operei lor a fost publicată după Revoluția din 1989. Printre cele mai notabile nume de filosofi au fost Constantin Noica,  Petre Țuțea și Nicolae Steinhardt.

#### Perioadaregimului comunist

##### Învățământul românesc între 1945-1990
În primii ani ai construcției comuniste regimul a făcut eforturi în sensul generalizării alfabetizării populației și al introducerii învățământului gratuit de toate gradele. De la obligativitatea învățământului elementar de patru clase, apoi de șapte clase, opt clase, s-a trecut la învățământul obligatoriu de zece clase. 

##### Literatura și teatrul în perioada comunistă
În ciuda condițiilor vitrege determinate de represiune, de cenzură și de lungile perioade de izolare de centrele de cultură din lume, și în timpul regimului comunist s-a ridicat o intelectualitate deosebită care a sprijinit prin mijloace variate, de multe ori voalate, lupta pentru schimbări democratice. Exemple elocvente au fost  Doina Cornea, Ana Blandiana, Nicolae Manolescu Elefterie Voiculescu, Octavian Paler și mulți alții, mai mult sau mai puțin cunoscuți.
În același timp politica represivă a dus la aruncarea în închisori și la eliminarea fizică a sute și mii de intelectuali din perioada interbelică. Un exemplu elocvent a fost istoricul Gheorghe I. Brătianu, autorul lucrării „Marea Neagră” care a suferit, între altele, și pentru a se fi trăgând din familia Brătienilor. Istorici ce deveniseră clasici ca Alexandru Xenopol au fost interziși în contextul „rescrierii istoriei românilor” de intelectuali în slujba noului regim și a orientării prosovietice, ca de exemplu istoricul Mihai Roller. După retragerea trupelor sovietice și în ultimii ani ai guvernării lui Gheorghiu Dej orientarea oficială a devenit treptat mai naționalistă, însă predarea istoriei contemporană abunda de descrierea „faptelor mărețe ale luptei poporului în frunte cu Partidul Comunist din România împotriva societății burghezo-moșierești”. În anii 1970-1980, era reliefată mai cu seamă activitatea „revoluționară a tovarășului Nicolae Ceaușescu și a tovarășei Elena Ceaușescu”.
Totuși în această epocă a existat o puternică activitate editorială. Cu scopul de a educa „masele largi populare” , un număr foarte mare de cărți au fost publicate la scară largă, cărți de autori români, cât și din literatura universală. Acestea au fost tipărite de editurile Editura de Stat pentru Literatură și Artă, Editura Cartea Rusă, Biblioteca pentru toți, Cartea Românească, Editura Eminescu, Editura Ion Creangă. Biblioteca pentru toți, a publicat peste 5000 de titluri din literatura română și universală, la un preț accesibil tuturora ( 3-5 lei la valoarea de atunci). În general, o carte nu a fost niciodată publicată într-o ediție de mai puțin de 50000 de copii. Biblioteci au apărut în fiecare sat și aproape toate au fost ținute la curent cu cele mai noi cărți publicate. De asemenea, datorită prețurilor scăzute, aproape oricine își putea permite să aibă propria sa bibliotecă. Devenise o cinste să dispui de un asemenea lucru în casă, iar corpul bibliotecii personale a fost multă vreme mobila cea mai impozantă a salonului din locuințele cetățenilor. Cărțile editate erau supuse unei cenzuri și trebuiau în ochii autorităților să promoveze valorile și idealurile considerate de dorit  de conducerea comunistă. În pofida restricțiilor au putut uneori apărea și cărți ce păreau mai puțin conformiste ca romanul „Pumnul și palma” a lui Dumitru Popescu.
În această perioadă, mișcarea teatrală a cunoscut un mare avânt. Au apărut multe trupe de „teatre populare”, formate din iubitori de teatru, de amatori. Această mișcare este încurajată de organizarea unui festival care a purtat numele marelui dramaturg român Ion Luca Caragiale, ulterior încadrându-se în festivalul „Cântarea României”. Calitatea interpretării la unele colective a fost răsplătită cu premii republicane. Era chiar o mândrie a unui orășel de provincie ca trupa casei de cultura să fie recompensată în asemenea mod. Nu mai vorbim de asemenea trupe a unor cămine culturale rurale. În unele orașe dezvoltate odată cu industrializarea lor , statul a construit teatre   În București a fost construit cel mai importantă clădire a Thaliei, Teatrul Național. Din cauza lipsei unor locuri de divertisment, teatru, în special cel de estradă și comedie, a fost extrem de popular. Toate teatrele au fost de stat, finanțate de bugetul de stat.
Nu trebuie neglijat faptul că în afară  de teatre dramatice, au funcționat și teatre de operă, operetă și balet de balet. Nu numai în capitală ci și în orașe ca Iași, Cluj-Napoca, Timișoara, Oradea, Târgu Mureș.

##### Muzica
Au mai funcționat filarmonici, orchestre simfonice, ansambluri folclorice, orchestre de muzică populară sau ușoară, trupe de muzică ușoară. 

##### Cinematografia
Cinematografia a evoluat în același scop ca și teatrele: de propagandă. În acest scop a fost creat Centrul de producție cinematografică Buftea. Filmele realizate trebuiau să răspundă cerințelor ideologiei comuniste. Dar acest lucru nu a împiedicat ca unii realizatori să ocolească acele deziderate și să creeze opere de artă cinematografică. Amintim printre altele Pădurea spânzuraților în regia reputatului Liviu Ciulei, Moara cu noroc în regia lui Victor Iliu, Dacii în regia lui Sergiu Nicolaescu și multe altele. Producțiile cinematografice interne, cele din cinematografiile țărilor socialiste prietene și chiar și producții occidentale care nu au deranjat politic ( westen-uri, comedii, filme de aventuri) au constituit repertoriul cinematografelor. Astfel și publicul spectator român a beneficiat de vizionarea unor filme faimoase și chiar premiate cu Oscar, așa cum a fost și Pe aripile Vântului.

### Românii din exil
O alta consecință a atitudinii comuniste fata de elite, a fost crearea, pentru prima dată în istoria României, a unei diaspore. Trei personalități au apărut ca fiind cei mai importanți români din străinătate: dramaturgul Eugen Ionescu (1909-1994 (care a devenit cunoscut în Franța ca Eugène Ionesco), creatorul de teatru al absurdului și membru al Academiei Franceze; istoricul religiilor și scriitorul Mircea Eliade (1907-1986); și eseistul și filosoful Emil Cioran (1911-1996), care a urmat tradiția     lui Pascal și a altor moraliști și maeștri francezi ai stilului ,românul 
Ioan Petru Culianu,care a continuat, cu mare succes opera istorică a lui Eliade,în Statele Unite. Alți membri de marcă ai diasporei culturale  au fost Ștefan Lupașcu,distins filozof și logician, Sergiu Celibidache sau Ionel Perlea renumiți dirijori, actori ca Maria Ventura sau Elvira Popescu.  
De regulă, regimul comunist din România, i-a înfierat și boicotat multă vreme pe intelectualii stabiliți în străinătate ca "transfugi" sau uneori chiar ca trădători de țară. Nici Mircea Eliade, nici Eugen Ionescu, nici Emil Cioran, ale căror lucrări vor începe totuși a fi publicate sporadic în România după 1960, nu au fost dispuși să colaboreze cu regimul comunist și să-l onoreze cu prezența lor în țara natală.

## Tradiții
Tezaurul de tradiții al neamului românesc este o împletire între elemente precreștine și elemente creștine, unele din cele precreștine fiind convertite la a avea o identitate creștină, iar altele din cele precreștine supraviețuiesc, într-o formă sau alta, și astăzi, păstrându-și chiar vigoarea de altădată.

### Folclor
Folclorul românesc reprezintă totalitatea creațiilor culturii spirituale românești. Sintagma se referă la producțiile etniilor vorbitoare de limba română în toate dialectele ei (majoritar daco-român, dar și aromân, meglenoromân și istroromân), semnalate în interiorul granițelor românești. Urmărind firul istoriei, folclorul Românilor include și creațiile atribuite etniilor premergătoare populației românești (traco-daci și presupușii proto-români, în situația în care nu există izvoare istorice care să ateste o populație la nord de Dunăre în Evul Mediu timpuriu, până în mileniul doi al erei creștine).

### Mitologie românească
Românii au avut din toate timpurile, o multitudine de obiceiuri, basme și poeme referitoare la dragoste, credință, regi, prințese, și vrăjitoare. Etnologiști, poeții, scriitorii și istorici au încercat de secole să colecționeze și să păstreze basmele, poemele, baladele și au încercat să descrie cât mai bine posibil obiceiurile și tradițiile legate de diferite evenimente din an. Tradiții legate de perioade fixe din an sunt colindele - de Crăciun, sorcova - de Anul Nou sau mărțișorul, obicei legat de venirea primăverii sărbătorită pe 1 martie. Alte obiceiuri presupuse a avea origini pre-creștine, ca Paparuda, ritualul de evocare a ploii vara, sau teatrul folcloric cu măști sau Ursul și Capra din iarnă.
Probabil cel mai mare colecționar de basme din folclor a fost nuvelistul și povestitorul Ion Creangă , care, printr-un limbaj foarte pitoresc, a dat viața unor povești acum clasice ca Harap Alb sau Fata babei și fata moșneagului. De asemenea poetul Vasile Alecsandri a publicat cea mai de succes variantă a baladei Miorița, un poem trist, filozofic, centrat în jurul unei intrigi simple: complotul a doi ciobani de a-l omorî pe un al treilea din cauza invidiei ce i-o poartă pe starea materială. Alt editor prolific de basme preluate din folclor a fost Petre Ispirescu, care, în secolul XIX a publicat un număr impresionant de volume conținând un număr larg de nuvele scurte și basme din mitologie. Ele sunt centrate în jurul unor personaje populare asemeni lui Făt-Frumos, prințesa Ileana Cosânzeana, monștrii Zmeu sau Căpcăun, dragonul Balaur sau creaturi fantastice ca buna Zână și malefica Muma Pădurii.

### Spiritualitate și religie

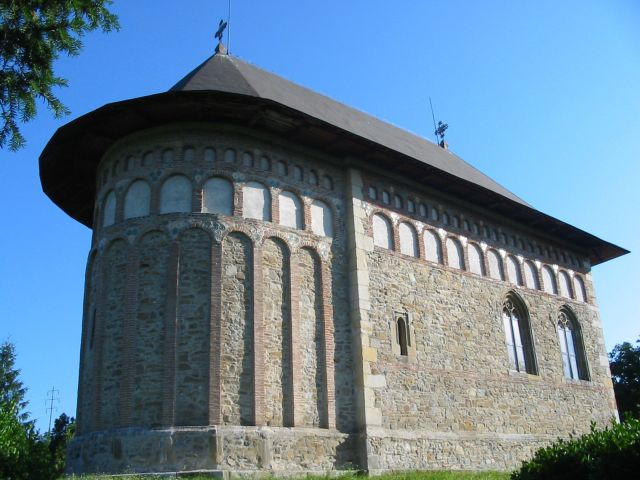
Biserica din Borzești

Din secolul al Vll-lea pînă la mijlocul secolului al XI-lea, aflându-se încă în calea popoarelor migratoare , poporul românesc, deși creștinat din epoca romană, nu găsește încă posibilitatea de a-și consolida existența statală și afirmarea culturală. Nici după secolul al Xl-lea nu se înseninează zările la Dunăre pentru o temeinică așezare românească. Expansiunea ungurilor în Ardeal și valurile ultimelor invazii barbare -  ale pecenegilor, cumanilor și tătarilor au ridicat obstacole în calea înfiripării formațiunilor statale românești. Abia în veacul al XlII-lea apar în lumina istoriei primele înjghebări de state românești. La această dată ei s-au  găsit cuprinși între două lumi, între două tipuri de cultură diferită:
pe de o parte lumea Occidentului catolic de cultură latină, la care au aderat vecinii unguri și poloni, de altă parte lumea Răsăritului ortodox de cultură bizantină, care s-a întins pînă la Dunăre și la nord de Marea Neagră.
Spiritualitatea română a fost foarte mult influențată de puternicele ei legături cu lumea creștină ortodoxă - greacă și pravoslavnică. Românii au, astfel un sentiment unic de identitate pe care îl pot exprima două particularități ieșite din comun: fiind  o insulă de latinitate într-o mare slavă, precum și singura țară latină de confesiune creștin-ortodoxă.  Există și o importantă minoritate de români catolici (de ambele rituri romană și mai cu seamă unită), precum și comunități de 
români protestanți, mai ales apartenenți la biserici neo-protestante, ca cea penticostală, baptistă, adventistă,  creștină după Evanghelie etc. În schimb , marea majoritate a românilor sunt ortodocși (peste 90%). În ciuda diminuării practicii religioase în ultimele generații, având adânci rădăcini în istoria națiunii și a mentalității locale, Biserica rămâne una din cele mai prestigioase instituții în ochii locuitorilor României. Participarea la activitățile bisericii este mare în comunitățile rurale și în rândul generației mai în vârstă, mai ales dintre femei, la orașe. De asemenea, în ciuda umbrei colaborării din trecut a Bisericii ortodoxe oficiale cu regimul comunist nepopular, s-au ridicat din rândurile clericilor personalități remarcabile, respectate pentru integritatea lor ca de pildă preotul Dumitru Stăniloae, considerat un teolog de frunte al lumii creștine din perioada recentă.
Mănăstirile și bisericile ortodoxe române există în toată România, dar, tradițional, doar câteva sunt construite pe o scară monumentală. Un mare număr de biserici de lemn sunt încă intacte în satele din Munții Carpați , dar, de departe, cele mai impresionante sunt Biserici de lemn din Maramureș, care împinge lemn tehnica de construcție a limitelor sale. Influențe bizantine pot fi găsite în cele mai multe clădiri, dar stilurile bisericilor românești au evoluat în diferite perioade de timp și în diferite regiuni. În nordul Moldovei un anumit stil a fost folosit la construirea de mănăstiri, dintre care cele mai importante mănăstiri pictate sunt din Bucovina - Locuri din Patrimoniul Mondial UNESCO, cum ar fi cele de la Moldovița, Putna, Sucevița, și Voroneț. În Muntenia Catedrala Curtea de Argeș este construită în stil bizantin, cu influențe maure, și un număr mare de biserici au influente grecești, în special cele construite în secolul 18, cum ar fi Biserica Stavropoleos din centrul Bucureștiului. În România a evoluat, de asemenea, stilul distinctiv brâncovenesc: mănăstirile de la Snagov și de la Sâmbăta de Sus, în Transilvania, sunt exemple clasice.

### Bucătăria tradițională
Bucătăria românească este denumirea pe care o poartă rezultatul sintetizării, în timp, a gusturilor și obiceiurilor gastronomice specifice poporului român. Ea este diversă, cuprinde nenumărate obiceiuri și tradiții culinare, mâncăruri specifice, împreună cu obiceiuri provenite prin intersectarea culturii gastronomice cu tradiții ale altor popoare, cu care poporul român a intrat în contact de-a lungul istoriei. Bucătăria românească cuprinde atât bucate de zi cu zi cât și preparate speciale de sărbătoare. Poporul român fiind creștin încă de la începuturile formării sale, Bucătăria românească cuprinde numeroase bucate de praznic rânduite în funcție de anotimpul și sărbătoarea pomenită. Bucatele românești sunt alcătuite atât din legume, cereale, uleiuri vegetale, lapte, produse lactate cât și din carne și subproduse din carne. Un loc aparte în Bucătăria românească îl au dulciurile, plăcintele, dulcețurile.

## Contribuția minorităților

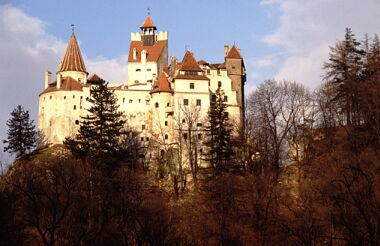
Castelul Bran (văzut din sud)

Sașii și secui transilvăneni au avut numeroase contribuții importante la arhitectura transilvăneană, inclusiv numeroase biserici, fortificații, și centre de oraș. De asemenea, ei au influențat cultura românească datorită secolelor de colonizare ale imperiilor Austro-Ungar și Casa de Habsburg sub care Românii nu aveau deptul la practicarea religiei Ortodoxe si deținerea de proprietăți.
România a fost leagănul teatrului evreiesc. La București există Teatrul Evreiesc de Stat, în ciuda numărului mic de evrei rămași în țară.

## Arhitectură și tehnologie

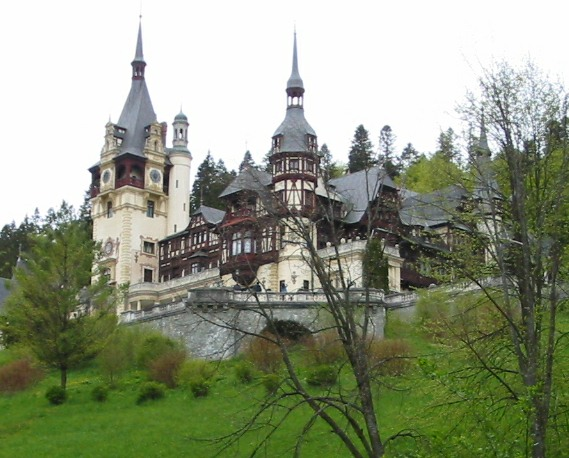
Castelul Peleș

În domeniul tehnic se pot nota realizări spectaculoase în domeniul aviației făcute de Traian Vuia, Aurel Vlaicu, Aurel Persu și Henri Coandă, de asemenea, lucrările de George Constantinescu în domeniile ingineriei și sonorizare. De asemenea, multe realizări au fost făcute în arhitectură și inginerie, București, astfel, a devenit cunoscută sub numele de micul Paris, cel mai lung pod din Europa a fost construit de Anghel Saligny care leagă Dobrogea cu restul României, Castelul Peleș a devenit una dintre cele mai frumoase și moderne de castele din Europa, etc

## Mass-media
Mass-media din România este foarte dezvoltată în comparație cu celelalte state din fostul bloc comunist. 
Statul deține în presă Televiziunea Română, Radio România Actualități (post public de radio), mai multe publicații săptămânale și lunare și o firmă de distribuție a presei (Rodipet).
Vezi și:
- Televiziunea Română
- Pro TV
- Acasă TV
- Antena 3
- Realitatea TV
- Cotidianul
- Adevărul
- Gândul
- Nine O' Clock